# Gran Premi d'Abu Dhabi del 2016
El Gran Premi d'Abu Dhabi de Fórmula 1 de la temporada 2016 s'ha disputat al Circuit de Yas Marina, del 25 al 27 de novembre del 2016.

## Resultats de la qualificació
| Pos                  | No | Pilot             | Constructor               | Part 1   | Part 2   | Part 3   | Sortida |
| -------------------- | -- | ----------------- | ------------------------- | -------- | -------- | -------- | ------- |
| 1                    | 44 | Lewis Hamilton    | Mercedes                  | 1:39.487 | 1:39.382 | 1:38.755 | 1       |
| 2                    | 6  | Nico Rosberg      | Mercedes                  | 1:40.511 | 1:39.490 | 1:39.058 | 2       |
| 3                    | 3  | Daniel Ricciardo  | Red Bull Racing-TAG Heuer | 1:41.002 | 1:40.429 | 1:39.589 | 3       |
| 4                    | 7  | Kimi Räikkönen    | Ferrari                   | 1:40.338 | 1:39.629 | 1:39.604 | 4       |
| 5                    | 5  | Sebastian Vettel  | Ferrari                   | 1:40.341 | 1:40.034 | 1:39.661 | 5       |
| 6                    | 33 | Max Verstappen    | Red Bull Racing-TAG Heuer | 1:40.424 | 1:39.903 | 1:39.818 | 6       |
| 7                    | 27 | Nico Hülkenberg   | Force India-Mercedes      | 1:41.000 | 1:40.709 | 1:40.501 | 7       |
| 8                    | 11 | Sergio Pérez      | Force India-Mercedes      | 1:40.864 | 1:40.743 | 1:40.519 | 8       |
| 9                    | 14 | Fernando Alonso   | McLaren-Honda             | 1:41.616 | 1:41.044 | 1:41.106 | 9       |
| 10                   | 19 | Felipe Massa      | Williams-Mercedes         | 1:41.157 | 1:40.858 | 1:41.213 | 10      |
| 11                   | 77 | Valtteri Bottas   | Williams-Mercedes         | 1:41.192 | 1:41.084 |          | 11      |
| 12                   | 22 | Jenson Button     | McLaren-Honda             | 1:41.158 | 1:41.272 |          | 12      |
| 13                   | 21 | Esteban Gutiérrez | Haas-Ferrari              | 1:41.639 | 1:41.480 |          | 13      |
| 14                   | 8  | Romain Grosjean   | Haas-Ferrari              | 1:41.467 | 1:41.564 |          | 14      |
| 15                   | 30 | Jolyon Palmer     | Renault                   | 1:41.775 | 1:41.820 |          | 15      |
| 16                   | 94 | Pascal Wehrlein   | MRT-Mercedes              | 1:41.886 | 1:41.995 |          | 16      |
| 17                   | 26 | Daniil Kvyat      | Toro Rosso-Ferrari        | 1:42.003 |          |          | 17      |
| 18                   | 20 | Kevin Magnussen   | Renault                   | 1:42.142 |          |          | 18      |
| 19                   | 12 | Felipe Nasr       | Sauber-Ferrari            | 1:42.247 |          |          | 19      |
| 20                   | 31 | Esteban Ocon      | MRT-Mercedes              | 1:42.286 |          |          | 20      |
| 21                   | 55 | Carlos Sainz Jr.  | Toro Rosso-Ferrari        | 1:42.393 |          |          | 21      |
| 22                   | 9  | Marcus Ericsson   | Sauber-Ferrari            | 1:42.637 |          |          | 22      |
| 107% temps: 1:46.451 |    |                   |                           |          |          |          |         |
| Font:                |    |                   |                           |          |          |          |         |

## Resultats de la Cursa
| Pos   | No | Pilot             | Constructor               | Voltes | Temps / Retirada | Pos.Sortida | Punts |
| ----- | -- | ----------------- | ------------------------- | ------ | ---------------- | ----------- | ----- |
| 1     | 44 | Lewis Hamilton    | Mercedes                  | 55     | 1h 38: 04. 013   | 1           | 25    |
| 2     | 6  | Nico Rosberg      | Mercedes                  | 55     | +0.439 s         | 2           | 18    |
| 3     | 5  | Sebastian Vettel  | Ferrari                   | 55     | +0.843 s         | 5           | 15    |
| 4     | 33 | Max Verstappen    | Red Bull Racing-TAG Heuer | 55     | +1.685 s         | 6           | 12    |
| 5     | 3  | Daniel Ricciardo  | Red Bull Racing-TAG Heuer | 55     | +5.315 s         | 3           | 10    |
| 6     | 7  | Kimi Räikkönen    | Ferrari                   | 55     | +18.816 s        | 4           | 8     |
| 7     | 27 | Nico Hülkenberg   | Force India-Mercedes      | 55     | +50.114 s        | 7           | 6     |
| 8     | 11 | Sergio Pérez      | Force India-Mercedes      | 55     | +58.776 s        | 8           | 4     |
| 9     | 19 | Felipe Massa      | Williams-Mercedes         | 55     | +59.436 s        | 10          | 2     |
| 10    | 14 | Fernando Alonso   | McLaren-Honda             | 55     | +59.896 s        | 9           | 1     |
| 11    | 8  | Romain Grosjean   | Haas-Ferrari              | 55     | +1:16.777 min.   | 14          |       |
| 12    | 21 | Esteban Gutiérrez | Haas-Ferrari              | 55     | +1:35.113 min.   | 13          |       |
| 13    | 31 | Esteban Ocon      | MRT-Mercedes              | 54     | +1 Volta         | 20          |       |
| 14    | 94 | Pascal Wehrlein   | MRT-Mercedes              | 54     | +1 Volta         | 16          |       |
| 15    | 9  | Marcus Ericsson   | Sauber-Ferrari            | 54     | +1 Volta         | 22          |       |
| 16    | 12 | Felipe Nasr       | Sauber-Ferrari            | 54     | +1 Volta         | 19          |       |
| 17    | 30 | Jolyon Palmer     | Renault                   | 54     | +1 Volta1        | 15          |       |
| Ret   | 55 | Carlos Sainz Jr.  | Toro Rosso-Ferrari        | 41     | Col·lisió        | 21          |       |
| Ret   | 26 | Daniil Kvyat      | Toro Rosso-Ferrari        | 14     | Caixa de canvi   | 17          |       |
| Ret   | 22 | Jenson Button     | McLaren-Honda             | 12     | Suspensions      | 12          |       |
| Ret   | 77 | Valtteri Bottas   | Williams-Mercedes         | 6      | Suspensions      | 11          |       |
| Ret   | 20 | Kevin Magnussen   | Renault                   | 5      | Suspensions      | 18          |       |
| Font: |    |                   |                           |        |                  |             |       |

Notes
- ^1  — Jolyon Palmer ha rebut una penalització de 5 segons per causar una col·lisió amb Carlos Sainz Jr.[2]